# Pettalus thwaitesi
Espèce
Pettalus thwaitesi est une espèce d'opilions cyphophthalmes de la famille des Pettalidae.

## Distribution
Cette espèce est endémique du Sri Lanka. Elle se rencontre vers Peradeniya.

## Description
Le mâle holotype mesure 3,58 mm et la femelle paratype 3,47 mm, les mâles mesurent de 3,38 à 3,58 mm et les femelles de 3,38 à 3,60 mm.

## Étymologie
Cette espèce est nommée en l'honneur de George Henry Kendrick Thwaites.

## Publication originale
- Sharma, Karunarathna & Giribet, 2009 : « On the endemic Sri Lankan genus Pettalus (Opiliones, Cyphophthalmi, Pettalidae) with the description of a new species and a discussion on the magnitude of its diversity. » The Journal of Arachnology, vol. 37, no 1, p. 60–67 (texte intégral).